# Selektive Entwurmung
Selektive Entwurmung ist eine Methode zur Bekämpfung parasitischer Nematoden von Wiederkäuern und Equiden, das ursprünglich für den Menschen konzipiert wurde und mittlerweile weltweit eingesetzt wird. Dabei soll im Sinne der evidenzbasierten Medizin ein Mittel gegen Wurmbefall (oder Anthelminthikum) erst dann gegeben werden, wenn bestimmte Kriterien vom Einzeltier erfüllt sind. Bei Wiederkäuern zählen dazu klinische Symptome oder die Ergebnisse klinischer Untersuchungen (z. B. Färbung der Konjunktiven) oder die Ergebnisse von Kotuntersuchungen. Bei Equiden ist im Moment das Kriterium die Eiausscheidung des einzelnen Pferdes. Überschreitet diese einen für die betreffende Wurmart definierten Schwellenwert, wird entwurmt. Bisher waren starre, periode  Behandlungsintervalle üblich, die sog. strategische Entwurmung. Dabei erfolgten die Behandlungen ohne vorherige Diagnostik (welche Wurmart ist im Bestand vorhanden) und meist auch ohne Kontrolle des Behandlungserfolgs (zum Beispiel: Behandlung alle acht Wochen). Grund für die selektive Entwurmung ist die Entwicklung von Resistenzen bei den Parasiten, wodurch zahlreiche der eingesetzten Mittel  nur noch eingeschränkt wirken.

## Hintergrund
Traditionell die wichtigsten parasitischen Nematoden des Pferds sind die großen Arten der Gattung Strongylus, in erster Linie der Pferdepalisadenwurm Strongylus vulgaris, seltener auch Strongylus edentatus und Strongylus equinus. Diese wurden bis in die 1960er Jahre für die Mehrzahl der Koliken beim Pferd, nicht selten auch für Todesfälle, verantwortlich gemacht. In den 1960er Jahren neu entwickelte Antihelmithika, insbesondere der Wirkstoffklasse der Benzimidazole, führten zu einer dramatischen Reduktion dieser vorher gefürchteten Krankheiten. Als Behandlungsmethode wurde das Intervall-Dosis-Programm entwickelt, bei dem durch häufig wiederholende Behandlung die Entwicklung der Eier des Nematoden verhindert, und damit die Infektionskette unterbrochen werden, konnte.
Seitdem beobachtet man allerdings einen steilen Anstieg des Befalls durch kleinere Strongyliden, insbesondere des Tribus Cyathostominea, die zunehmend gegen alle handelsüblichen Antihelmithika resistent sind. Auch bei bisher noch wirksamen Mitteln wie Ivermectin wird die Entwicklung von Resistenzen ebenfalls erwartet, sie gilt bei ständiger Exposition der Parasiten zu mehr oder weniger niedrig dosierten Wirkstoffkonzentrationen über kurz oder lang wissenschaftlich als unvermeidlich. Neue Wirkstoffklassen sind zurzeit nicht in Sicht. Seit Anfang der 1990er Jahre gibt es daher unter Parasitologen die Meinung, dass eine ständige, frequente (z. B. 4-mal im Jahr ) Entwurmungsbehandlung von Pferden nicht der richtige Weg sein könne.

## Durchführung
Anhand der ausgeschiedenen Eier werden die Pferde vorab überprüft, ob eine Entwurmung überhaupt notwendig ist. Sollte der Befall unter der Behandlungsschwelle liegen, werden sie nach einem definierten Zeitabstand erneut untersucht. Sollte ein Pferd einen gesundheitsbeeinträchtigenden Befall mit einem bestimmten Endoparasiten zu dem Untersuchungszeitpunkt haben, so wird dagegen mit einem definierten Wirkstoff behandelt (entwurmt) und 14 Tage nach der Behandlung erneut durch eine spezielle Kotprobenuntersuchung überprüft, ob das verwendete Mittel auch wirksam war.
Die selektive Entwurmung ist in Dänemark seit 1999 gesetzlich vorgeschrieben. In der Folge wurden auch in Schweden, den Niederlanden, Finnland und Italien ähnliche Gesetze eingeführt.